# 坊 (行政区画)
坊（ぼう、朝鮮語: 방, ベトナム語: Phường）は朝鮮とベトナムの行政区画単位。
歴史的には律令制の都市行政の単位でもある。

## ベトナム
1992年の憲法が定めるところによれば、中央直轄市（Thành phố trực thuộc Trung ương, 城庯直屬中央）の下の区（Quận, 郡）の下に、省の下の省轄市（thành phố thuộc tỉnh, 城庯屬省）の下に、また、中央直轄市と省の下の市（thị xã, 市社）の下におかれる第三級の行政区である。2008年12月31日時点でベトナム全土に1327の坊があり、ホーチミン市は259坊、ハノイには147坊ある。

## 朝鮮
朝鮮王朝の都漢城府の行政区画として都城を区分する五部の下に52の坊が置かれた。

## 条坊制
日本の平安京の条坊制では、1坊が4保、1保は4町と定められていた。